# Бейли, Данниэлль
Данниэлль Бейли (англ. Danniell Bailey; род. 23 ноября 2003) — ангильский футболист, вратарь клуба «Лаймерс» и сборной Ангильи.

## Клубная карьера
Выступает на родине в чемпионате Ангильи за «Лаймерс».

## Карьера в сборной
Вызывался в юношескую сборную Ангильи. В октябре 2019 года впервые попал в официальную заявку национальной сборной на игру Лиги наций КОНКАКАФ с Гватемалой. Встреча завершилась поражением 0:5, а Бейли остался в запасе. В ноябре 2021 года в составе молодёжной сборной принимал участие в отборочных матчах молодёжного чемпионата КОНКАКАФ 2022 года. Бейли сыграл в четырёх встречах, в которых пропустил 15 мячей. 2 июня 2022 года дебютировал за взрослую сборную Ангильи в матче Лиги наций против Доминики, оставив свои ворота в неприкосновенности.

## Статистика выступлений

### В сборной
| Матчи и пропущенные голы Данниэлля Бейли за национальную сборную Ангильи | Матчи и пропущенные голы Данниэлля Бейли за национальную сборную Ангильи | Матчи и пропущенные голы Данниэлля Бейли за национальную сборную Ангильи | Матчи и пропущенные голы Данниэлля Бейли за национальную сборную Ангильи | Матчи и пропущенные голы Данниэлля Бейли за национальную сборную Ангильи | Матчи и пропущенные голы Данниэлля Бейли за национальную сборную Ангильи |
| №                                                                        | Дата                                                                     | Оппонент                                                                 | Счёт                                                                     | Пропущенные голы                                                         | Соревнование                                                             |
| ------------------------------------------------------------------------ | ------------------------------------------------------------------------ | ------------------------------------------------------------------------ | ------------------------------------------------------------------------ | ------------------------------------------------------------------------ | ------------------------------------------------------------------------ |
| 1                                                                        | 2 июня 2022                                                              | Доминика                                                                 | 0:0                                                                      | 0                                                                        | Лига наций КОНКАКАФ 2022/2023                                            |
| 2                                                                        | 5 июня 2022                                                              | Доминика                                                                 | 1:1                                                                      | 1                                                                        | Лига наций КОНКАКАФ 2022/2023                                            |
| 3                                                                        | 12 июня 2022                                                             | Сент-Люсия                                                               | 0:2                                                                      | 2                                                                        | Лига наций КОНКАКАФ 2022/2023                                            |

Итого:3 матча и 3 пропущенных гола; 0 побед, 2 ничьих, 1 поражение.